# Étienne Pernet
Étienne Pernet, noto anche come padre Stefano Pernet (Vellexon, 23 luglio 1824 – Parigi, 3 aprile 1899), è stato un presbitero assunzionista francese, fondatore della congregazione delle Piccole Suore dell'Assunzione.

## Biografia
Nel 1849 conobbe Emmanuel d'Alzon e nel 1850 divenne assunzionista.
Nel 1863, per motivi di salute, abbandonò l'insegnamento e avviò a Parigi un'opera caritativa per la cura a domicilio degli ammalati poveri: per assicurare un futuro a tale opera, assieme a Marie-Antoinette Fage, fondò le Piccole Suore dell'Assunzione.
Governò la congregazione fino alla morte.
La causa di canonizzazione è stata introdotta nel 1931; il 14 maggio 1983 papa Giovanni Paolo II lo ha dichiarato venerabile.